# Automeris gabriellae
Automeris gabriellae  é uma espécie de mariposa do gênero Automeris, da família Saturniidae.
Sua ocorrência foi registrada inicialmente no Peru, na Cordilheira de Carabaya, Puno, a 1.000 m de altitude. É também localizada na Bolívia, Brasil e Equador.